# Roggia Borromea
La roggia Borromea (dialetto cremasco: róda Buruméa, dialetto soresinese: ruza Buruméa) è un importante corso d'acqua artificiale della provincia di Cremona, scavato per scopi irrigui.

## Storia
La sua realizzazione avvenne nel 1587, allorché il conte Cesare Borromeo ottenne dal senato veneto di concentrare in un'unica apertura più derivazioni d'acqua dal fiume Serio. In particolare, l'opera di presa fu costruita presso l'odierno quartiere di San Bernardino, a Crema, ricevendo acque non solo dal fiume, ma anche dalle rogge Molinara e Morgola attraverso il cavo Fuga. Per la sua realizzazione furono utilizzati due cavi già esistenti anch'essi derivati dal Serio, la roggia di Ripalta Vecchia e la roggia della Fiera.
Il canale rimase di proprietà della famiglia Borromeo fino agli inizi del XIX secolo, quando passò alla famiglia Anguissola. È datato 1897 il passaggio da quest'ultimo all'apposito Consorzio di utenze che ancora lo detiene.
Risale agli inizi del XX secolo la costruzione delle strutture di presa tuttora esistenti, nel dettaglio si tratta di uno sbarramento (la palata) cui fu aggiunto nel 1930 un impianto di sollevamento meccanico per integrare ulteriormente la roggia con altri moduli d'acqua. Tale impianto oggi non è più in funzione e supplisce a ciò un prelievo d'acqua derivato dal canale Vacchelli.

## Percorso
L'opera di derivazione si trova sul fiume Serio in riva sinistra, poco a nord del quartiere di San Bernardino. Dopo un percorso a est volge a meridione attraversando San Bernardino e il quartiere Castelnuovo con un andamento che, probabilmente, segue antichi confini fondiari. Dopo quest'ultimo quartiere si dirige a sud in direzione Ripalta Vecchia lasciando il paese sulla destra. Da qui fino a Ripalta Arpina scorre in un letto scavato nella stretta striscia di terra tra l'antica piana golenale del Serio Morto e l'attuale valle del Serio “vivo”.
Dopo Ripalta Arpina prosegue in direzione sud-est nell'agro di Castelleone e San Bassano dove si divide in due diramazioni principali denominate cavo San Bassano e cavo Golarino e dalle quali, infine, vengono derivati numerosi bocchelli d'irrigazione.
La sua lunghezza è di 12,5 km e la sua portata presso le opere di presa è pari a 6,4 m³/s.

## La palata

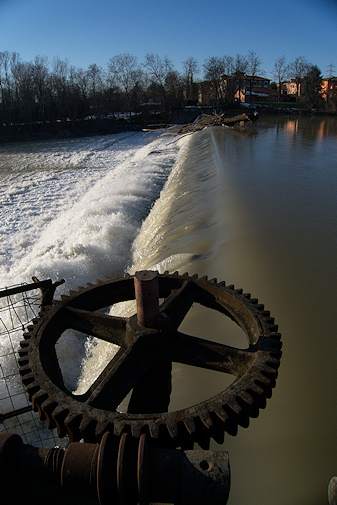
Lo sbarramento (palata) lungo il fiume Serio

Particolarmente interessante è l'opera idraulica di presa lungo il fiume Serio, poco a nord del quartiere di San Bernardino: si tratta di una diga di 100 metri disposta ortogonalmente alla corrente, presso il quale inizia il canale derivatore. Questo è per un breve tratto di più ampie dimensioni rispetto alla successiva roggia al fine di favorire la sedimentazione di materiali sospesi nell'acqua.
La palata della roggia Borromea è una diga mobile: infatti è costituita da paratoie che, all'occorrenza, possono deviare la portata nel canale derivatore. Un vitone collegato ad un volantino permette di azionare gli ingranaggi e variare l'apertura delle paratoie. Queste sono di tipo Chanoine, in acciaio, risalenti ad un'idea del 1855 da parte dell'ingegner Chanoine.